# Josef August Schultes
Joseph August Schultes (Vienna, 15 aprile 1773 – Landshut, 21 aprile 1831) è stato un botanico, medico e scrittore austriaco.
Fu Consigliere di corte presso il regno di Baviera e primo direttore della Scuola di Chirurgia di Landshut.
La sua sigla, nelle citazioni come autore in botanica è:  Schult. Il figlio Julius divenne anch'egli botanico e la sua sigla, nelle citazioni come autore in botanica è:  Schult.f..

## Biografia
Schultes fu professore a Vienna, Cracovia e Innsbruck. Dal 1809 insegnò come professore di Scienze Naturali all'Università di Landshut. Quando nel 1826 il re di Baviera Ludovico I trasferì l'Università da Landshut a Monaco, Schultes rimase a Landshut come direttore della Scuola Chirurgica. Oltre alle sue opere scientifiche egli scrisse eccellenti rapporti su viaggi.
Schultes fu membro di:
- Real Accademia delle Scienze di Torino
- Accademia reale svedese delle scienze
- Accademia delle Scienze di Gottinga
- Società di Wetterau per la Ricerca nelle Scienze Naturali
- Società per la promozione delle Scienze Naturali di Marburgo
- Società di Botanica di Ratisbona e di Altenburg
- Granducale Società Minarologica di Jena
- Società di ricerche sulla natura di Zurigo e Ginevra
- Società cameralistico-economica di Erlangen
- Società per l'insegnamento di Parigi,
- Associazione dell'Arte medica
- Associazione farmaceutica bavarese
- Associazione agricola del Württemberg

e di molte altre Società ed Associazioni nazionali ed estere.
Insieme a Johann Jacob Römer egli pubblicò la 16ª edizione del  Systema Vegetabilium di Carl von Linné. Al genere di piante Schultesia Mart. fu dato il suo nome.

## L'apparecchio per le immersioni

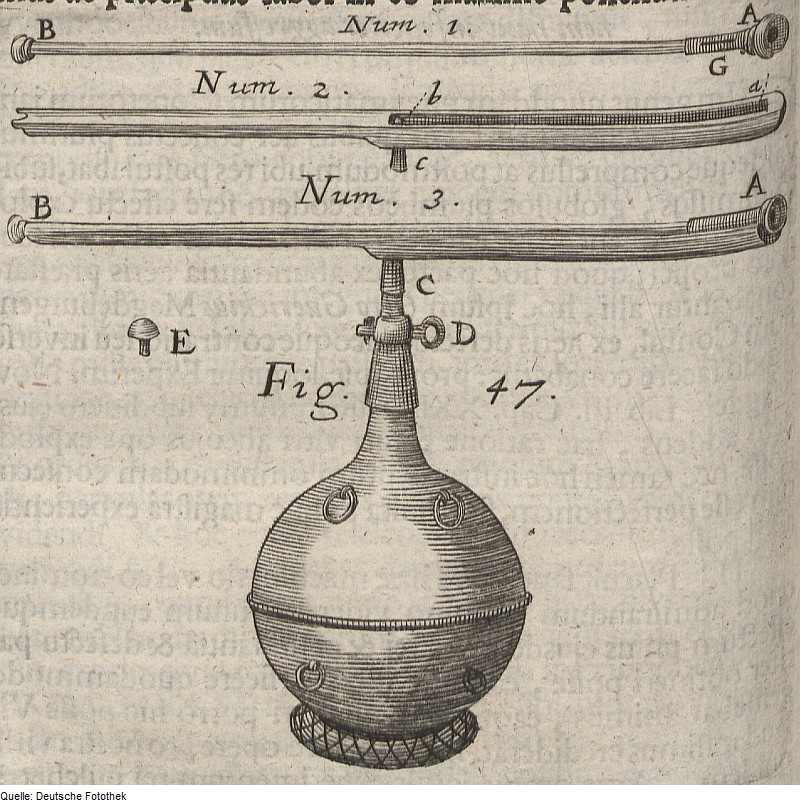
Apparecchio studiato da Joseph August Schultes per comprimere l'aria

Schultes si occupò alla fine del XVIII secolo, fra l'altro, delle caratteristiche dell'ossigeno e della misurazione del consumo di aria nella respirazione umana. Nel 1792 egli inventò un elmo da sommozzatore aperto con alimentazione separata di ossigeno compresso e rimase convinto, che «…quest'affare può grossolanamente funzionare» Lui stesso tuttavia non riuscì a fabbricare a Vienna, a causa di varie difficoltà tecniche, tale apparecchio e non riuscì neanche a trovare ausilio presso amici suoi che all'estero credevano nel suo progetto. Alcuni anni dopo, in Francia ed in Inghilterra, vennero prodotti due apparati per sommozzatori quasi identici al suo. Per Schultes, che si era trasferito a Landshut, iniziò una battaglia legale per ottenere il diritto alla primogenitura della sua invenzione, battaglia che durò fino alla sua morte.
Oggi Joseph August Schultes dev'essere visto come un bravo tecnico e ricercatore, che non solo già dal 1792 aveva avuto l'idea di comprimere l'aria per fornirla ai sommozzatori ed ai sommergibili, bensì che anche con i suoi suggerimenti per utilizzare ossigeno puro nelle immersioni, fu un precursore di successive invenzioni.

## Opere
- (DE) Josef August Schultes, Oestreichs Flora, 1794.
- (DE) Josef August Schultes, Reisen durch Oberösterreich in den Jahren 1794, 1795, 1802, 1803, 1804 und 1808, 1809.
- (DE) Josef August Schultes, Ausflüge nach dem Schneeberg, 1802.
- (LA) Josef August Schultes, Observationes botanicae …, 1809.
- (DE) Josef August Schultes, Baierns Flora, 1811.
- (DE) Josef August Schultes, Grundriß einer Geschichte und Literatur der Botanik, 1817.
- (DE) Josef August Schultes, Reise auf den Glockner, 1824.
- (LA) Josef August Schultes, Mantissa … systematis vegetabilium Caroli a Linné …, 1–2, 1822–1824.
- (LA) Josef August Schultes e Julius Hermann Schultes, Mantissa … systematis vegetabilium Caroli a Linné …, vol. 3, 1827.

## Fonti
- (DE) Robert Zander, Handwörterbuch der Pflanzennamen, a cura di Fritz Encke, Günther Buchheim e Siegmund Seybold, 13ª ed., Stuttgart, Ulmer Verlag, 1984, ISBN 3-8001-5042-5.